# Lago Großer Sternberger
El lago Großer Sternberger (en alemán: Großer Sternbergersee) es un lago situado en el distrito de Ludwigslust-Parchim, en el estado de Mecklemburgo-Pomerania Occidental (Alemania), a una altitud de 8.6 metros; tiene un área de 250 hectáreas.